# Kovy skupiny železa
Kovy skupiny železa, též železné kovy nebo železové kovy, jsou přechodné kovy, jež jsou umístěny v periodické tabulce vedle sebe ve 4. periodě a 8., 9. a 10. skupině, tedy ve stejných skupinách jako platinové kovy, na rozdíl od nich je však hustota železných kovů menší, u železa asi 7,9 g/cm3, u kobaltu a niklu asi 8,9 g/cm3. V původní Mendělejevově periodické tabulce byla tato oblast označena jako skupina VIII.
Železné kovy jsou feromagnetické a jejich elektronová konfigurace je [Ar] 3dx-2 4s2, kde x je číslo skupiny.
Teplota tání těchto kovů se pohybuje v rozmezí 1450-1540 °C:
| Kov | Teplota tání [°C] |
| --- | ----------------- |
| Fe  | 1538              |
| Co  | 1495              |
| Ni  | 1455              |